# Яскі (Підляське воєводство)
Яскі (пол. Jaski) — село в Польщі, у гміні Моньки Монецького повіту Підляського воєводства.
Населення — 90 осіб (2011).
У 1975-1998 роках село належало до Білостоцького воєводства.

## Демографія
Демографічна структура станом на 31 березня 2011 року:
|          | Загалом | Допрацездатний вік | Працездатний вік | Постпрацездатний вік |
| -------- | ------- | ------------------ | ---------------- | -------------------- |
| Чоловіки | 51      | 6                  | 35               | 10                   |
| Жінки    | 39      | 4                  | 20               | 15                   |
| Разом    | 90      | 10                 | 55               | 25                   |